# 비선형 광학

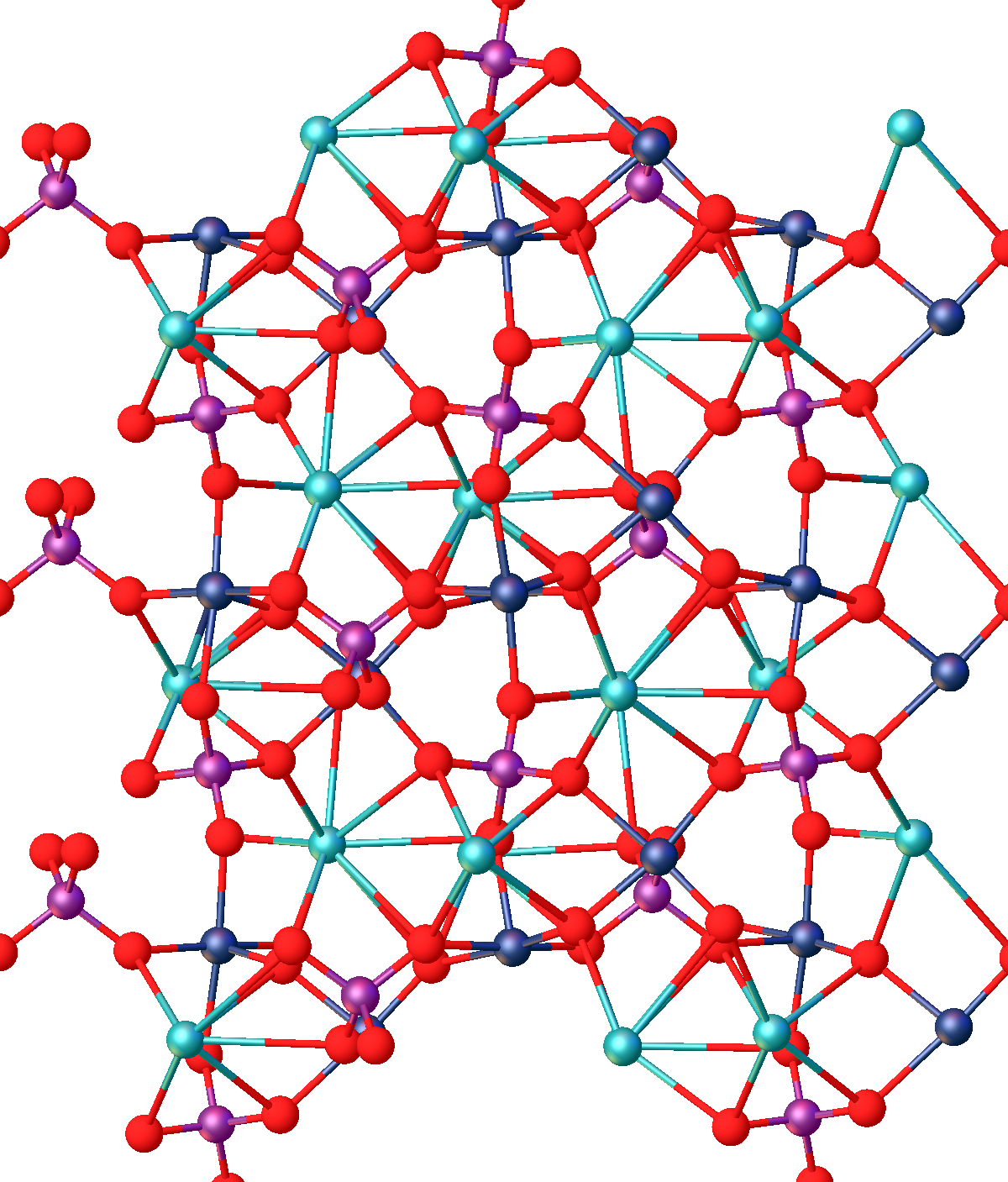
KTP 결정 구조

비선형 광학(영어: nonlinear optics, NLO)은 종래 뉴턴의 기하광학이나 호이겐스의 파동광학과 같은 고전광학의 후반에 등장한 광학으로 레이저를 이용하여 물질의 비선형적인 특성을 조사하는 학문이다. 즉, 태양빛을 렌즈로 집광하여 물질에 조사하더라도 물질을 이루는 핵과 전자간의 영향을 거의 미치지 않아 빛의 전기장이 굴절률과 선형적으로 비례하는 반면에, 레이저를 이용하면 핵과 전자간의 섭동을 일으킬만한 전기장이 만들어지므로 기존에 전기장이 굴절률에 선형적으로 반응하지 않고 섭동에 의해 비선형적으로 반응하여 종래에 알지 못했던 여러 가지 비선형 현상을 관측하는 학문이라고 하겠다. 대표적인 비선형 현상으로는 입사된 빔 주파수를 두 배 혹은 세 배로 늘이는 2차 혹은 3차 고조파 생성, 두 파를 합하거나 빼주는 합, 차 주파수 생성등의 대표적인 현상들이 있다.

## 같이 보기
- 보른-인펠트 이론
- 필라멘트 전파